# Heinz Angermeyer
Heinz Angermeyer, auch Heiner Angermeyer, (* 12. September 1909 in Belgershain; † 13. März 1988 in München) war ein deutscher Filmproduzent.

## Leben
Der Sohn eines Kantors arbeitete als Kälte- und Wärmetechniker und begann 1960 eine späte Karriere in der Filmbranche. Er gründete seine Independent Film GmbH und produzierte bevorzugt die etwas anspruchsvollen Komödien von Regisseur Kurt Hoffmann. Daneben förderte er auch besonders in den 1970er Jahren Nachwuchstalente wie Johannes Schaaf, Bernhard Sinkel und Alf Brustellin.
Angermeyer war mit der Schauspielerin Eva-Maria Meineke verheiratet. 1975 erhielt er das Filmband in Gold für langjähriges und hervorragendes Wirken im deutschen Film.	

## Ehrungen
- 1980: Verdienstkreuz 1. Klasse der Bundesrepublik Deutschland

## Filmografie
| - 1960: Lampenfieber - 1960: Brücke des Schicksals (Herstellungsleitung und Co-Gesamtleitung) - 1960: Agatha, laß das Morden sein! (Co-Gesamtleitung) - 1962: Schneewittchen und die sieben Gaukler (Co-Produktion) - 1962: Liebe will gelernt sein - 1963: Schloß Gripsholm - 1964: Dr. med. Hiob Prätorius (Co-Produktion) - 1964: Das Haus in der Karpfengasse - 1965: Hokuspokus oder: Wie lasse ich meinen Mann verschwinden…? - 1966: Abschied von gestern (Co-Produktion) - 1966: Liselotte von der Pfalz - 1967: Rheinsberg - 1967: Herrliche Zeiten im Spessart - 1968: Morgens um sieben ist die Welt noch in Ordnung | - 1969: Wenn süß das Mondlicht auf den Hügeln schläft - 1969: Nach Stockholm der Liebe wegen (Co-Produktion) - 1969: Ein Tag ist schöner als der andere - 1970: Rote Sonne - 1971: Trotta - 1973: Traumstadt - 1973: Supermarkt - 1974: John Glückstadt - 1975: Berlinger - 1975: Ansichten eines Clowns - 1977: Der Mädchenkrieg - 1978: Der Sturz - 1980: Der Aufstand - 1981: Engel aus Eisen |